# Midden-Saksisch voetbalkampioenschap 1909/10
In 1909/10 werd het eerste Midden-Saksisch voetbalkampioenschap gespeeld. Op 8 augustus 1909 werd in Riesa de voetbalbond Verband Mittelsächsischer Ballspiel-Vereine opgericht. Aangezien de bond pas na dit seizoen lid werd van de Midden-Duitse voetbalbond kon de kampioen niet deelnemen aan de Midden-Duitse eindronde. Wettin Wurzen werd de eerste kampioen. 

## 1. Klasse
| Plaats | Club                  | Wed. | W | G | V | Saldo | Ptn.  |
| ------ | --------------------- | ---- | - | - | - | ----- | ----- |
| 1.     | FC Wettin Wurzen 1902 | 8    | 6 | 1 | 1 | 53:09 | 13:03 |
| 2.     | Riesaer SV 03         | 8    | 5 | 1 | 2 | 28:23 | 11:05 |
| 3.     | FC 1901 Roßwein       | 8    | 4 | 1 | 3 | 29:26 | 09:07 |
| 4.     | FC Merkur Hainichen   | 8    | 2 | 1 | 5 | 12:20 | 05:11 |
| 5.     | TuSV Oschatz          | 8    | 1 | 0 | 7 | 07:51 | 02:14 |

|  | Kampioen |